# Polycarpa kapala
Polycarpa kapala is een zakpijpensoort uit de familie van de Styelidae. De wetenschappelijke naam van de soort is voor het eerst geldig gepubliceerd in 1990 door Kott.